# Poliaenus sparsus
Poliaenus sparsus är en skalbaggsart som beskrevs av Chemsak och Linsley 1975. Poliaenus sparsus ingår i släktet Poliaenus och familjen långhorningar. Inga underarter finns listade i Catalogue of Life.